# Esperimento I.S.: il mondo si frantuma
Esperimento I.S.: la terra si frantuma (Crack in the World) è un film del 1965 diretto da Andrew Marton. È un film catastrofico apocalittico sulla fine del mondo a causa di un esperimento scientifico, girato in Spagna nel 1964 e distribuito da Paramount Pictures.

## Trama
Il dottor Stephen Sorensen, uno scienziato affetto da un male incurabile, cerca in tutti i modi di portare a termine il suo progetto di ricerca per ricavare energia geotermica direttamente dal magma del centro della Terra lanciando un missile diretto nelle sue profondità, ma accidentalmente provoca un catastrofico disastro in grado di distruggere lo stesso pianeta spaccandolo in due.